# 肋棘海林檎
肋棘海林檎（學名：Pleurocystes）是生存在奧陶紀的一種海林檎，其化石分布於全世界。牠們具有扁平的三角形萼，其後部邊緣為最寬處，向前部呈錐狀縮小。柄由許多短小、帶有脊骨的柱組成。下部表層小骨板的拼組式覆蓋物是最主要的。肋棘海林檎生活在海底，身體的下部埋於沉積物中，用節盤繞於柄的基層上。